# Malam Bacai Sanhá
Malam Bacai Sanhá (Darsalam, 5 mei 1947 – Parijs, 9 januari 2012) was een politicus uit Guinee-Bissau. 
Hij was waarnemend president van Guinee-Bissau van 1999 tot 2000, nadat een burgeroorlog een einde had gemaakt aan het bewind van João Bernardo Vieira, ook bekend als Niño. Zijn regering organiseerde verkiezingen waarbij Sanha zelf kandidaat stond. Hij verloor echter en droeg de macht over aan de gekozen president Kumba Ialá.
In 2005 was Sanha opnieuw kandidaat voor het presidentschap, maar werd hij door Vieira verslagen. 
Op 2 maart 2009 werd president Vieira vermoord. Vervolgens versloeg Sanhá bij de verkiezingen Ialá. Zijn presidentschap duurde van 8 september 2009 tot zijn dood op 9 januari 2012. Hij overleed op 64-jarige leeftijd in het Val-de-Grâce-ziekenhuis in Parijs, naar verluidt aan de neveneffecten van diabetes.